# Laphria aeatus
Laphria aeatus là một loài ruồi trong họ Asilidae. Laphria aeatus được Walker miêu tả năm 1849. Loài này phân bố ở vùng Tân Bắc giới.